# Гаплогруппа F2 (мтДНК)
Гаплогруппа F2 — гаплогруппа митохондриальной ДНК человека.

## Субклады
- F2-a
  - F2a
  - F2b
  - F2g
- F2-b
  - F2h
  - F2i
- F2c
- F2d
- F2e
- F2f

## Распространение

### Сибирь
Тюркские народы
- тубалары — 2,8 % (144)[1][2]

## Палеогенетика

### Неолит
Луншань (культура)
- PLTM313 — Pingliangtai — Хуайян, Чжоукоу, Хэнань, Китай — 2118—1894 calBCE (3620±30 BP) — Ж — F2h.[3]

### Железный век
Тасмолинская культура
- MJ-54 | UT-14-17 — Бирлик (курганы) | Mound 6, northern burial — Баянаульский район, Павлодарская область, Казахстан — 2689—2351 cal BP (2410±30 BP) — Ж — F2.[4]

### Средние века
Висячие гробы
- BandaKD11 — Дахуа-Яоский автономный уезд, Хэчи, Гуанси-Чжуанский автономный район, Китай — 1,467-1,307 cal BP — М — F2d.[5]

Номады
- DA126 | IS7 — Almaly, Kurgan 1, Object 1, Issyk, Tian Shan — Алмалы (Енбекшиказахский район), Алматинская область, Казахстан — 890—1025 calCE (1078±37 BP, UBA-31228) — М — R-CTS6 # F2c1.[6]
- DA118 | Kyr 68 — Kurgan nr. 38, Boz-Adyr — Тонский район, Иссык-Кульская область, Киргизия — 1030—1160 calCE (950±27 BP, UBA-31223) — Ж — F2g.[6]

## Публикации
2012
- Sukernik RI, Volodko NV, Mazunin IO, Eltsov NP, Dryomov SV, Starikovskaya EB. (Май 2012). Mitochondrial genome diversity in the tubalar, even, and ulchi: Contribution to prehistory of native siberians and their affinities to native americans. American Journal of Physical Anthropology. 148 (1): 123–138. doi:10.1002/ajpa.22050. PMID 22487888.{{cite journal}}:  Википедия:Обслуживание CS1 (множественные имена: authors list) (ссылка)

2016
- Стариковская Е. Б. Филогеография митогеномов коренного населения Сибири. — Новосибирск, 2016.

2018
- Damgaard PB, Marchi N, Rasmussen S, et al. (Май 2018). 137 ancient human genomes from across the Eurasian steppes. Nature. 557 (7705): 369–374. doi:10.1038/s41586-018-0094-2. PMID 29743675.

2019
- Järve M, Saag L, Scheib CL, et al. (Июль 2019). Shifts in the Genetic Landscape of the Western Eurasian Steppe Associated with the Beginning and End of the Scythian Dominance. Current Biology. 29 (14): 2430—2441.e10. doi:10.1016/j.cub.2019.06.019. PMID 31303491.

2020
- Ning C; Li T; Wang K; et al. (Июнь 2020). Ancient genomes from northern China suggest links between subsistence changes and human migration. Nature Communications. 11 (1). doi:10.1038/s41467-020-16557-2. PMC 7264253. PMID 32483115.

2021
- Wang T, Wang W, Xie G; et al. (Июль 2021). Human population history at the crossroads of East and Southeast Asia since 11,000 years ago. Cell. 184 (14): 3829—3841.e21. doi:10.1016/j.cell.2021.05.018. PMID 34171307. {{cite journal}}: Явное указание et al. в: |author= (справка)Википедия:Обслуживание CS1 (множественные имена: authors list) (ссылка)